# 高荊媧
高荊媧（1617年—1632年），明朝女性人物，陕西淳化县人。
高荊媧兄高起凤，是县中秀才。崇祯五年（1632年），变民军掠走继母秦氏及高荆娲，高起凤驰赴变民军营请赎出二人。变民军要他两匹马，高起凤把家里的钱都用上换得一匹马，给了他们。他们止是归还秦氏。高起凤与妹诀别：“我走了，你就死了。”变民令他劝妹妹跟从自己，还想要留高起凤为文书。高起凤大骂不从，被杀。变民百般胁迫高荆娲，高荊媧大骂求死。变民喜欢她的美色，割发裂衣来吓唬她。高荊娲大骂不停，于是被杀，年十六岁。巡按吴甡上奏其事，兄妹都受旌表。